# Hebelvornschneider

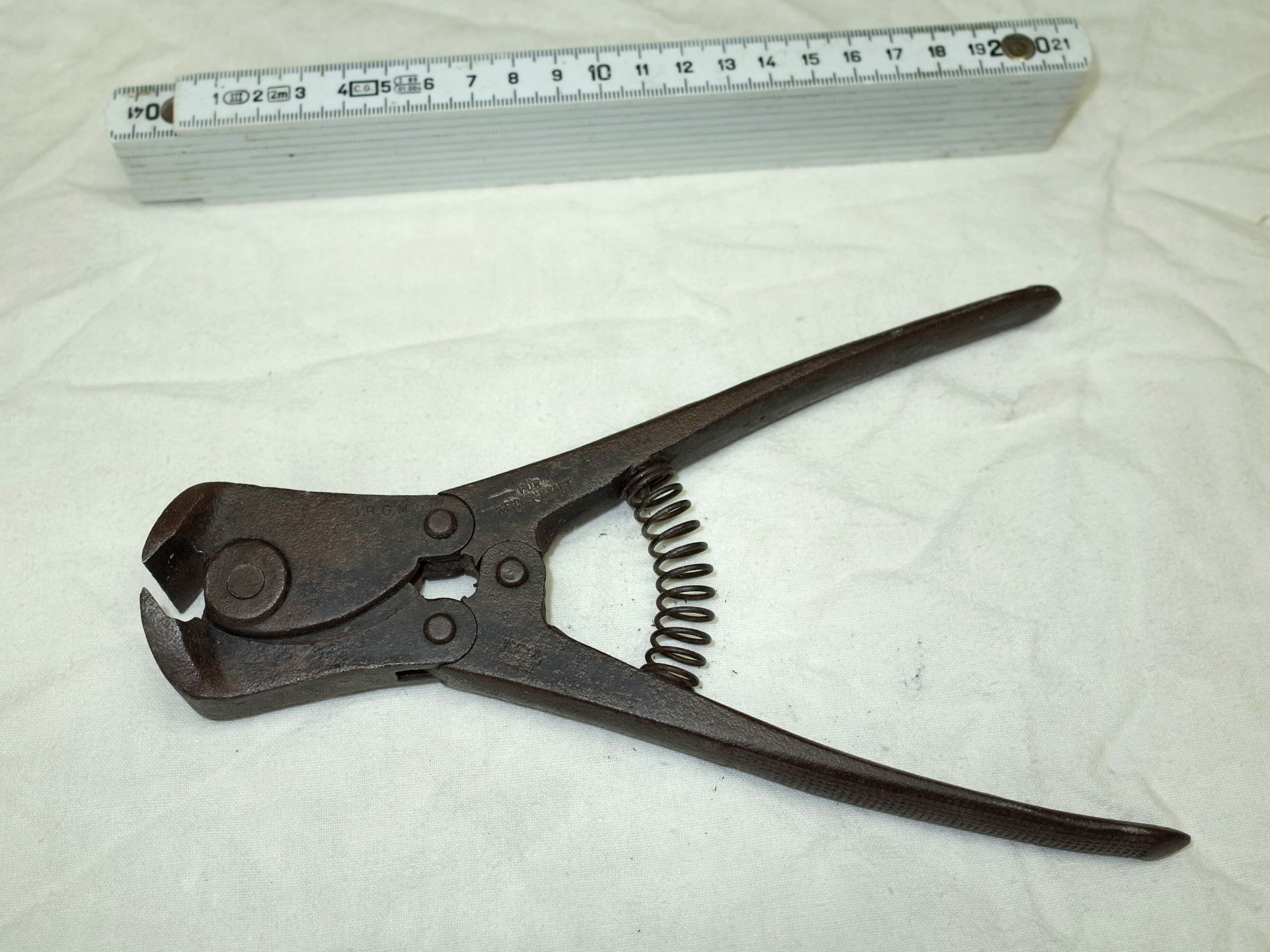
Hebelvornschneider (um 1930)

Der Hebelvornschneider ist eine spezielle Version eines Vornschneiders, die in Form und Funktion einer Kneifzange ähnelt. Durch eine eingebaute Hebelmechanik bringt sie allerdings wesentlich mehr Kraft auf die Schneiden und ist daher zum Durchtrennen starker Drähte, Nägel oder Schrauben geeignet.
Der Schlossermeister Wilhelm Hückinghaus aus Remscheid meldete 1892 seine Erfindung Hebelvornschneider als Gebrauchsmuster an.
In der DIN-Norm ISO 5748 sind die Maße und Prüfwerte festgelegt.